# Stefan Orzechowski (aktor)
Stefan Orzechowski (ur. 25 sierpnia 1893 w Warszawie, zm. 18 listopada 1965 w Poznaniu) – polski aktor i reżyser teatralny.

## Życiorys
Był synem Konstantego Ludwika i Stefanii Edwardy Żeńczykowskiej. Ukończył Szkołę Dramatyczną przy Warszawskim Towarzystwie Muzycznym (1913).
Rozpoczął pracę w Teatrze Miejskim w Łodzi. Następnie wyjechał do Wilna, gdzie w 1914 krótko występował w teatrze. Potem udał się do Kijowa. Tam występował wraz z innymi polskimi aktorami (Juliusz Osterwa, Stefan Jaracz, Stanisława Wysocka, Antoni Fertner i inni) w Teatrze Polskim.
Po zakończeniu I wojny światowej występował kolejno w Teatrze Mozaika w Warszawie, Teatrze Małym w Warszawie, Teatrze Bagatela w Krakowie oraz we Lwowie i Teatrze Polskim w Poznaniu.
Oprócz występowania na scenie był również reżyserem.
W czasie II wojny światowej przebywał w Warszawie zarabiając na życie jako sprzedawca wody sodowej.
Po wojnie udał się do Krakowa. Tam został kierownikiem artystycznym Teatru Kameralnego TUR. Następnie kierował Teatrem Wybrzeża w Sopocie.
W 1949 przeprowadził się na stałe do Poznania. Był zastępcą prezesa Zarządu Stowarzyszenia Polskich Artystów Teatru i Filmu w Poznaniu.
6 września 1964 aktor obchodził 50-lecie pracy artystycznej. Uroczystość odbyła się pod protektoratem Ministerstwa Kultury i Sztuki oraz patronatem Komitetu Honorowego (w składzie m.in. I sekretarz KW PZPR w Poznaniu Jan Szydlak oraz członkowie Rad Narodowych, osoby ze środowiska artystycznego, literaci, dziennikarze). Otrzymał wówczas Krzyż Oficerski Orderu Odrodzenia Polski.
Zmarł 18 listopada 1965 i został pochowany na cmentarzu na Junikowie.

## Wybrana twórczość

### Aktor
- 1920 Kraków: Zakochani (Caillavet, Flers) jako Jakub Moreau
- 1920 Kraków: Ten, który chciał zbyt wielu.. (Tristan Bernard, Alfred Athis) jako Larnois
- 1945 Kraków: Kres wędrówki (Robert Cedric Sherriff) jako Osborne
- 1950 Poznań: Hamlet (William Shakespeare) jako Poloniusz
- 1951 Poznań: Mizantrop (Molière) jako Filint
- 1959 Poznań: Wujaszek Wania (Antoni Czechow) jako Aleksander Sieriebriakow
- 1964 Poznań: Nie-Boska komedia (Zygmunt Krasiński) jako ojciec chrzestny
- 1964 Poznań: Grube ryby (Michał Bałucki) jako Onufry Ciaputkiewicz

### Reżyser
- 1927 Toruń: Fura słomy, Zygmunt Kawecki
- 1948 Kraków: Klub kawalerów, Michał Bałucki
- 1948 Częstochowa: Szklanka wody, Eugène Scribe
- 1948 Częstochowa: Klub kawalerów, Michał Bałucki
- 1948 Gdynia: Klub kawalerów, Michał Bałucki
- 1949 Gdańsk: Szklanka wody, Eugène Scribe
- 1949 Gdańsk: Lato w Nohant, Jarosław Iwaszkiewicz
- 1949 Poznań: Ja tu rządzę, Wincenty Rapacki (syn)
- 1950 Poznań: Wielki człowiek do małych..., Aleksander Fredro
- 1950 Poznań: Ciotunia, Aleksander Fredro
- 1951 Poznań: Zwykły człowiek, Leonid Leonow
- 1953 Poznań: Dalekie, Aleksander Afinogenow
- 1955 Kalisz: Sługa dwóch panów, Carlo Goldoni
- 1956 Poznań: Bohaterom Warszawy
- 1959 Poznań: Freuda teoria snów, Antoni Cwojdziński
- 1959 Częstochowa: Szklanka wody, Eugène Scribe